# Ground Force One

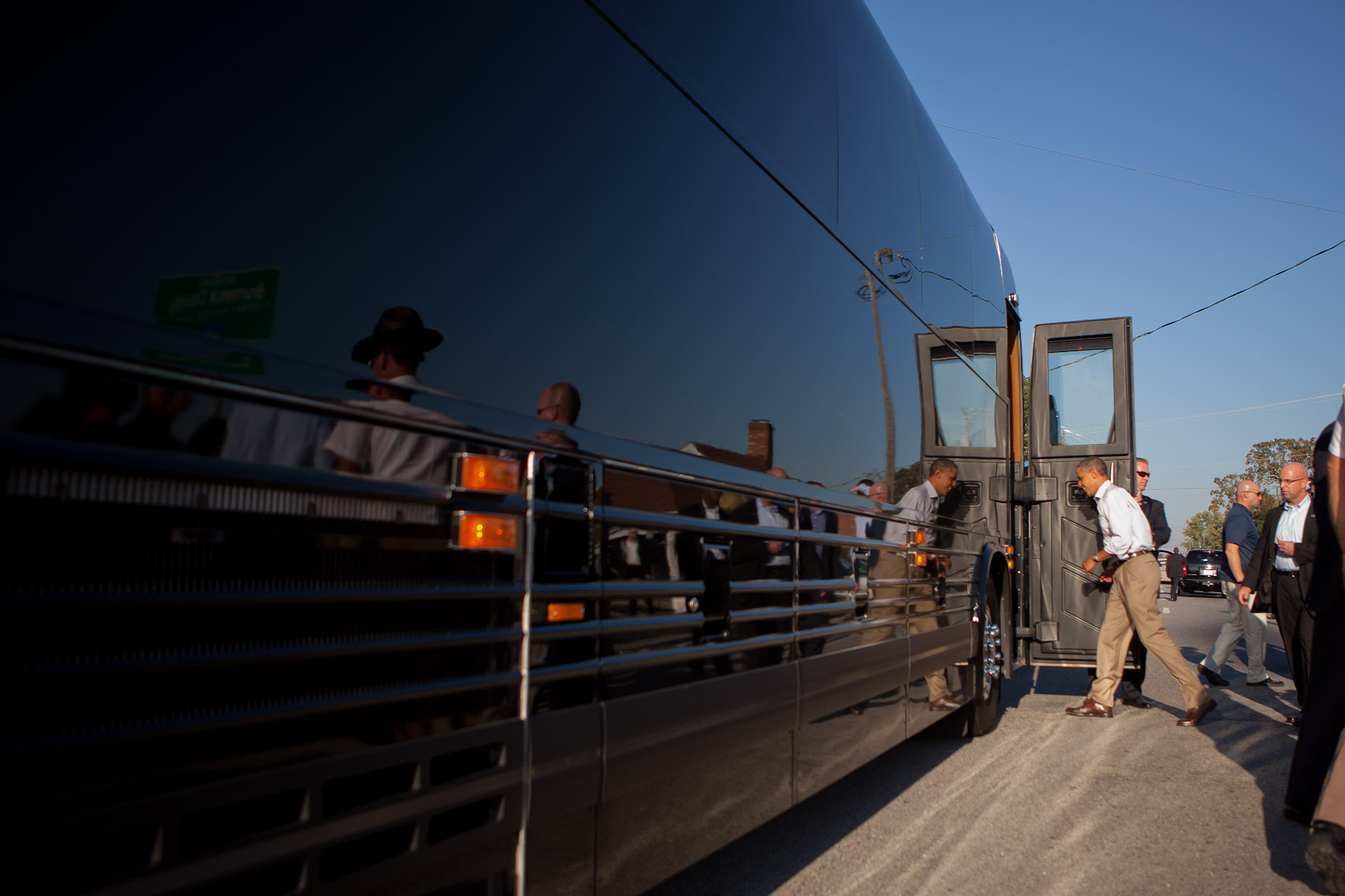
O presidente Obama embarca no ônibus em 2011.

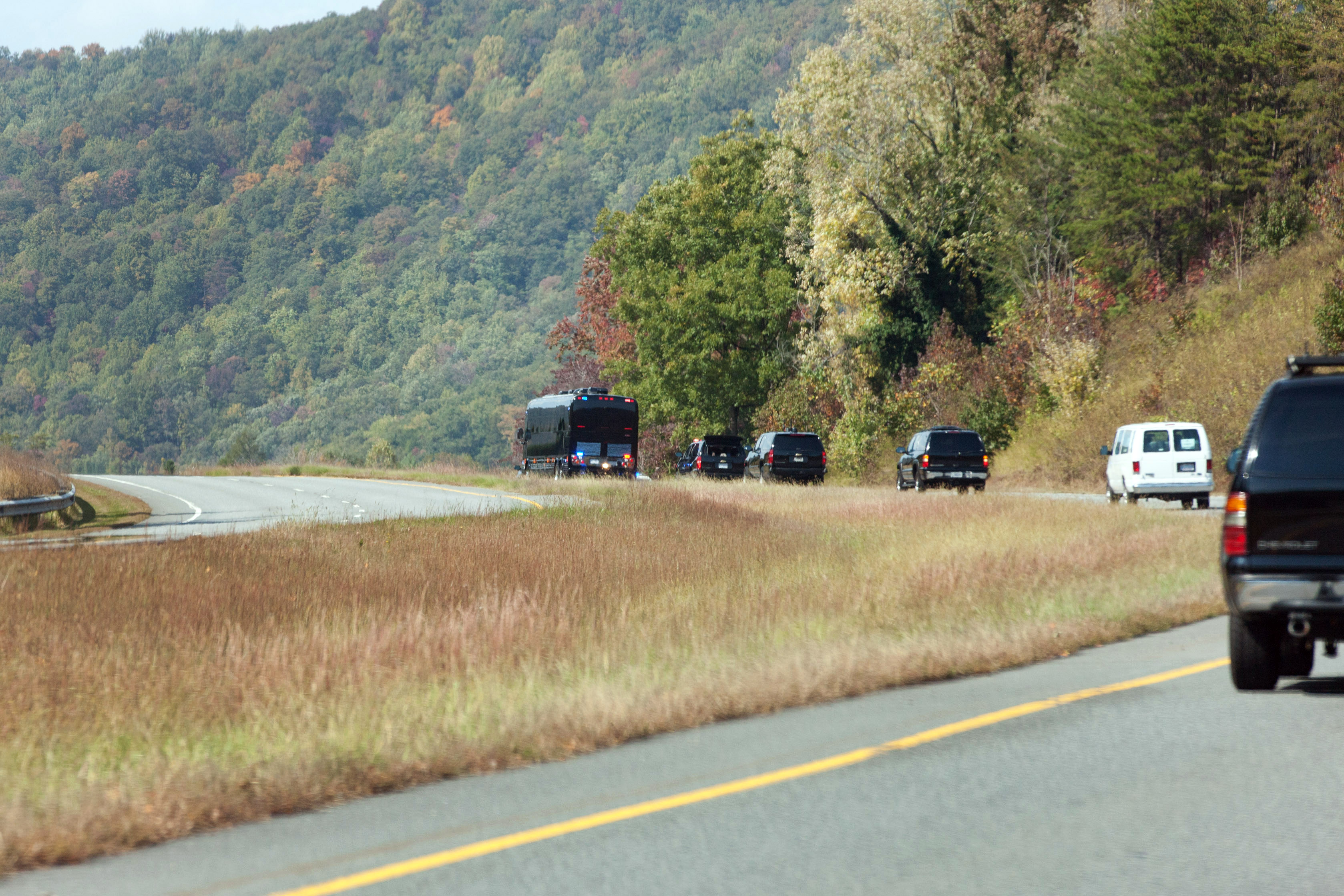
O ônibus do presidente lidera uma carreata em 2011.

Ground Force One é o codinome não oficial dos ônibus blindados pretos usados para transportar o Presidente dos Estados Unidos e outros dignitários.
O Serviço Secreto dos Estados Unidos anteriormente usava ônibus alugados como parte da carreata presidencial, com adaptação para comunicações seguras quando necessário. Em agosto de 2011, o Serviço Secreto introduziu uma nova adição permanente à frota do governo federal, inicialmente para uso por Barack Obama na campanha que antecedeu as eleições presidenciais de 2012. O recém-projetado modelo X3-45 VIP 3 eixo shell foi projetado pela empresa Prevost Car com sede em Quebec, Canadá, e, em seguida, equipado pela Hemphill Brothers Coach Company em Nashville, Tennessee, para fornecer 505 pés quadrados (47 m2) de espaço interior, incluindo luzes vermelhas e azuis de estilo policial piscando na frente e atrás. Foi então equipado pelo Serviço Secreto com comunicações seguras e outros equipamentos especializados. Os dois ônibus custaram US$1,1 milhão cada e foram alugados da Hemphill Brothers durante o governo do presidente Barack Obama.
Os ônibus fazem parte da frota do governo federal estadunidense e são pintados de preto. Um segundo ônibus foi usado pelo candidato republicano à presidência Mitt Romney durante a campanha que antecedeu as eleições presidenciais de 2012 e, em seguida, implantado como um back-up para dignitários visitantes.